# 李威
李翊瑋（1980年7月9日—），藝名李威，台灣男藝人。2001年，挑大樑演出《吐司男之吻》後知名度擴增。2002年，以《吐司男之吻》入圍第37屆金鐘獎戲劇類最佳男主角獎；2008年，以《鬥牛，要不要》入圍第43屆金鐘獎最佳男配角獎。
2000年，李威與林佑威以團體WEWE成員身分出道並發行唱片。同年，李威參予電視劇演出《一家之鼠》，並代言7-ELEVEN廣告。2001年，第一次擔任節目《TVBS-G娛樂新聞週日報》助理後，開始主持許多節目；2005年參予與演出電影《深海》；首度於2005年為動畫《機器人歷險記》中文配音。

## 生平
李翊瑋出生於臺北市，畢業於康寧醫護暨管理專科學校二專部資訊管理科。他是藝人李易的堂哥。弟弟是減重健身部落客一休（本名李翊暄或李翊丞）。父親是黑幫領袖。
1998年就讀康寧護校期間，李威在統一超商便利商店打工時，被當時經紀人發崛。李威原不感興趣，在經紀人九個月的勸說下，方同意踏上演藝事業。1999年，李威與林佑威組成團體WEWE。唱片約簽給藝盒密碼，並加強訓練，期間一度被成龍相中想攬入東方魅力，最後經紀約簽給小虎隊的經紀人宋文善。2001年5月，WEWE與藝盒密碼解約，經紀約轉入創意大群組，爭取唱片發行。李威參與華視金鐘劇《晴空亂流》。2001年9月，李威的經紀約由創意大群組釋出，製作人王鈞搶人簽下。並積極安排李威加入偶像劇《青春六人行》，WEWE與滾石唱片正式簽約發行CD。2001年10月10日，MUCH TV網路票選「十大放電男」，《吐司男》李威緊追言承旭之後名列第二。2005年1月2日，赴紐約做短期進修。2005年10月25日~ 10月27日，出席東京影展。
2011年3月1日，李威正式簽約楊登魁旗下的寶麗來國際娛樂；同年，李威接拍華視的《艋舺耀輝》。
2012年，與李康宜繼《吐司男之吻》後再度攜手合作演出公視偶像劇《小孩大人》。

## 爭議

#### 政治立場
第55屆金馬獎引發中國對於台灣主權言論爭議後，中國大陸明星不論有來台灣出席頒奬禮或者是與金馬無關的，都紛紛在微博轉發中國共青團或《人民日報》的「中國，一點都不能少」微博表態，他也在微博轉發，表示：「和諧，有愛，互助，團結的兩岸一家親，生於中國台灣，是養育我的土地，身為中國人，是我的驕傲！」
2019年10月1日，李威歡慶中華人民共和國國慶，並激昂地寫下慶賀詞：「我中國血，中國骨，中國心，感謝您，身為中國人我發自內心的驕傲，我愛您中國，生日快樂！ #我愛你中國」，還搭配了一張五星紅旗圖片。

#### 兵役問題
李威因患有家族遺傳的僵直性脊椎炎，不用當兵。但其卻在2014年6月7日參與中國大陸真人秀《火線英雄》，並在微博發出在軍營裡受訓的生活照，該節目宣稱「李威將接受軍隊訓練」而引發爭議。李威還在照片留言中寫道：「從部隊新兵中心出來了，分離的那一刻，還是忍不住掉下眼淚，我只想說一句，我的消防兄弟們，你們都是我的驕傲。」

#### 疑似劈腿兩位女明星
已故女明星許瑋倫因和李威合作喜劇青春六人行傳出戀情，但男方不承認，之後還未與女方分手時疑似同時和另一位女明星陳怡蓉在一起，因此導致許瑋倫車禍時李威被拒絕探訪，之後的告別式和音樂會也被拒絕在外。

#### 私密照曝光
2015年6月24日爆料網站「全民星探」大洩李威私密照，照片由名為「Yuki」的網友提供，並透露照片中短髮女子為楊子晴，據悉她從事藝人經紀工作，還曾上大陸節目「非常完美」，與李威在聚會上認識並擦出愛火。據李威表示，此照片發生在一年多前，關於過去的事我都擔，但此小姐也從來不是我的女友，此事跟任何人沒有關係，要炒作就衝著我來，但請適可而止，不要牽扯其他人！我單身，現在是在追姚笛，我非常喜歡她，有錯嗎？向被無故牽扯進來的姚笛道歉！人家真不知道這奇葩哪出來的。這一句直率的告白曝光後，楊子晴不久後又在微博上發出一張幫男人剪指甲的照片，只見照片中她輕輕抓著對方的手，而從角落拍到的內褲花紋可看出，男生就是李威，她不滿寫下：「謝謝你，原來我就是一個被你玩過的婊子，玩完發條微博就一腳踢開了！」最後還祝福李威追求真愛，似乎也讓她死了心。

#### 疑似涉入私人精舍信徒被虐死案件
2024年一名52歲的蔡姓女子前往台北市大安區一家精舍學佛，四、五月間打算出家削髮為尼，精舍要求蔡女先在精舍修行一段時日，覺得適合再剃度。七月廿四日凌晨精舍報案蔡女死亡，警方到場發現蔡女身上有瘀青傷痕，非自然死亡，且蔡女近200萬元的積蓄亦被提領一空。檢警陸續聲押住持信眾3人後，順藤摸瓜查出幕後藏鏡人、知名暢銷書作家王薀，於2025年1月9日將王薀拘提到案後，以傷害致死罪將其羈押禁見，同時發現王薀的信徒、潛心修佛的藝人李威也知情，北檢檢察官2025年1月10日下午以證人身份，首次傳喚李威到案，經檢察官偵訊4個多小時後請回。1月13日，再次以證人身分傳喚李威到案，檢察官又偵訊近4個小時後，將他請回。
1月20日，三度以證人身分傳喚李威到案，他的妻子也首度出庭作證，檢方隔離訊問兩人共3個多小時後，維持證人身分請回。
2月24日，第四度約談藝人李威，由證人身分改列傷害致死被告，並同步搜索其住處。晚間李威30萬元交保；李威妻子15萬元交保。
3月6日，北檢檢察官偵查終結，依傷害致死等罪嫌起訴王薀（本名王江鎮）等13人；其中李威、李威妻子簡女、黃文琪、李宸宇等4人，涉幫助傷害致死、幫助強制等罪起訴。李威轉為汙點證人，供出去年7月23日「水月草堂」內與案件重要事項，其他正犯或共犯的犯罪事證，建請依證人保護法規定予以減輕或免除其刑。

## 音樂作品

### WEWE CD
| 發行年份 | 專輯名稱          | 專輯曲目 | 發行公司 |
| 2000年   | 《Happy Day》EP   | 1. Happy Day（Xmas song） | 滾石唱片 |
| 2001年   | 《Happy Day》專輯 | 1. 貓 2. 原來愛你是那麼快樂 3. Sara 林佑威 4. 三明治 5. Happy Day 6. 心方向 7. 你不快樂李威 8. 帶你去飛呀 9. 聽不到妳 10. 給我 | 滾石唱片 |

### 個人CD
| 發行年份 | 專輯名稱         | 專輯曲目 | 發行公司 |
| 2003年   | 《迷彩李威》專輯 | 1. 原味冒險 2. 撒野到底 3. 666 4. 我們（求婚事務所） 5. 天堂 6. 想你也想我 7. 愛情躲避球 8. 我只為你乖 9. 數到三 10. 灰姑娘的鞋 | 滾石唱片 |

### 原聲帶
| 發行年份 | 原聲帶名稱                 | 專輯曲目                                                                                                  | 發行公司       |
| 2002年   | 《吐司男之吻II》EP         | 1. bang bang boogY偶像劇主題曲                                                                            |                |
| 2002年   | 《吐司男之吻II愛情本事》EP | 1. 一個人02：10偶像劇主題曲                                                                               |                |
| 2003年   | 《單身宿舍連環泡》EP       | 1. rain and tears 2003偶像劇主題曲                                                                        |                |
| 2004年   | 《極速傳說》EP             | 1. 雲淡風輕偶像劇片尾曲                                                                                   |                |
| 2006年   | 《天堂來的孩子》EP         | 1. 黑夜明天偶像劇主題曲                                                                                   |                |
| 2011年   | 《艋舺燿輝》EP             | 1. 《誰公平》偶像劇片頭曲 2. 《副作用》偶像劇片插曲，合唱許慧欣 3. 《還愛不夠》偶像劇片片尾曲，合唱許慧欣 | 寶麗來國際娛樂 |

## 演出作品

### 電視劇
| 播放日期 | 頻道                                     | 劇名                             | 性質角色         | 備註                                       |
| 2000年   | 台視                                     | 《一家之鼠》                     |                  | 單元劇                                     |
| 2000年   | 公視、華視                               | 《天使少年》                     |                  |                                            |
| 2000年   | 公視                                     | 《少年法律劇場》                 |                  |                                            |
| 2001年   | 華視                                     | 《晴空亂流》                     |                  | 金鐘劇                                     |
| 2001年   | 華視                                     | 《麻辣鮮師》                     | 林龍（客串3集）  |                                            |
| 2001年   | 台視                                     | 《吐司男之吻》偶像劇             | 李威             |                                            |
| 2001年   | 華視                                     | 《青春六人行》偶像劇             | 阿飛             |                                            |
| 2001年   | 華視                                     | 《吐司男之吻II－愛情本事》偶像劇 | 李威             |                                            |
| 2002年   | 民視                                     | 《美麗人生》                     | 客串             |                                            |
| 2002年   | 中視                                     | 《甜檸檬之戀》                   | 端木風           |                                            |
| 2002年   | 中視                                     | 《英雄本色》                     | 南宮烈           | 古裝大戲                                   |
| 2003年   | 東森、華視                               | 《單身宿舍連環泡》偶像劇         | 設計師正泰       |                                            |
| 2003年   | 台視、東森                               | 《求婚事務所－第四單元》偶像劇   | 小武             |                                            |
| 2004年   | 中視                                     | 《極速傳說》偶像劇               | 紀無風           |                                            |
| 2004年   |                                          | 《我的武林男友》偶像劇           | 大俠米倉拓       |                                            |
| 2004年   | 東森                                     | 《極速傳說II—戀愛2000米》偶像劇  | 紀無風           |                                            |
| 2005年   | 八大                                     | 《惡靈05－青田街靈號》           | 聶子良           |                                            |
| 2006年   | 民視                                     | 《車神》                         | 霍俊聰           |                                            |
| 2006年   | 中國浙江華策影視                         | 《情愛保險》                     | 客串齊仲         |                                            |
| 2006年   | 華視                                     | 《天堂來的孩子》                 | 張星禾           |                                            |
| 2006年   | 華視                                     | 《麻雀愛上鳳凰》                 | 高峰             |                                            |
| 2007年   | 三立、台視                               | 《放羊的星星》                   | 韓志胤 / 仲志胤  | 入圍2008年韓國首爾電視節『最佳長篇電視劇』 |
| 2007年   | 三立                                     | 《鬥牛，要不要》                 | 金子聰           |                                            |
| 2009年   | 台視                                     | 《協奏曲》                       | 馮尚寧           |                                            |
| 2009年   | 華視                                     | 《海派甜心》                     | 何言風           |                                            |
| 2009年   | 中視                                     | 《聊齋III-江城》                 | 高蕃             |                                            |
| 2010年   | 台視                                     | 《聖堂風雲》                     | 黎介揚           | 導演林合隆                                 |
| 2011年   | 華視                                     | 《艋舺燿輝》                     | 陳燿輝           |                                            |
| 2012年   | 公視                                     | 《小孩大人》                     | 林振昇           |                                            |
| 2013年   | 東方衛視、黑龍江衛視、四川衛視、雲南衛視 | 《千金归来》                     | 金睿             |                                            |
| 2014年   | 華視、TVBS、樂視網                       | 《巷弄裡的那家書店》             | 向書磊（楊墨成） | 兼顧幕後副武術指導                         |
| 2015年   | 湖南衛視                                 | 《新济公活佛（下）》             | 哈蒙             |                                            |
| 2017年   | 江蘇衛視                                 | 《爱，来得刚好》                 | 丁海             |                                            |
| 2017年   | 中華TV                                   | 《向幸福奔跑》(2012年拍攝)       | 丁满             |                                            |
| 2018年   |                                          | 《莽荒紀》                       | 邋遢道人         |                                            |
| 2020年   | 騰訊視頻、珠江頻道                       | 《好妻子》                       | 林天明           | 2015拍攝                                   |
| 2022年   | 搜狐                                     | 《从爱情到幸福》                 | 华韦林           | 2014拍攝                                   |
| 2023年   |                                          | 《再见仲夏夜之星》               | 占卜師           | 網絡劇                                     |
| 待播     |                                          | 《超級教師之拯救初戀君》         |                  | 網絡劇                                     |
| 待播     |                                          | 《團圓的季節》                   | 連城             |                                            |

### 電影
| 播放年份 | 片名                     | 性質角色   | 備註                               |
| 2005年   | 《深海》                 | 領班小豪   | 台灣導演鄭文堂，代表台灣入圍奧斯卡 |
| 2006年   | 《午夜照相館》           | 攝影師阿東 | 台灣導演勞劍華，爾冬陞監製         |
| 2010年   | 《真心話大冒險》         | 歌手彭卓然 | 中國馬志宇編導                     |
| 2010年   | 《寶貝快跑》             | 設計師     | 中國導演李寶生                     |
| 2013年   | 《宝贝快跑》             | 托尼       |                                    |
| 2013年   | 《致命閃玩》             | 大飛       | 導演咸旭初                         |
| 2013年   | 《我愛的是你愛我》       | 绑匪(客串) |                                    |
| 2013年   | 《迷魂之密室逃脱》       | 桑文       |                                    |
| 2014年   | 《血彩》                 | 安歌       |                                    |
| 2014年   | 《夜半梳頭》             | 阿慕       |                                    |
| 2014年   | 《太平輪：亂世浮生》     | 傷兵小劉   |                                    |
| 2015年   | 《红髅》                 |            |                                    |
| 2019年   | 《愛笑種夢室之白蛇傳說》 | 拓海       | 網絡電影                           |

### MV
| 播放年份 | 歌曲名稱               | 歌手   | 備註                   |
| 1998年   | 《任逍遙》             | 任賢齊 | 客串                   |
| 2000年   | 《HAPPY DAY》Xmas EP   | WEWE   |                        |
| 2000年   | 《我多麼羡慕你》       | 江美琪 | 客串                   |
| 2000年   | 《相愛吧》             | 古巨基 |                        |
| 2000年   | 《明年妳還愛我嗎》     | 陳昇   |                        |
| 2001年   | 《貓》                 | WEWE   | 滾石唱片               |
| 2001年   | 《原來愛你是那麼快樂》 | WEWE   | 滾石唱片               |
| 2001年   | 《HAPPY DAY》          | WEWE   | 滾石唱片               |
| 2001年   | 《你不快樂》           | WEWE   | 滾石唱片               |
| 2001年   | 《聽不到妳》           | WEWE   | 滾石唱片               |
| 2003年   | 《原味冒險》           | 李威   |                        |
| 2003年   | 《撒野到底》           | 李威   |                        |
| 2003年   | 《666》                | 李威   |                        |
| 2003年   | 《我們》               | 李威   | 求婚事務所             |
| 2003年   | 《天堂》               | 李威   |                        |
| 2003年   | 《愛情躲避球》         | 李威   |                        |
| 2003年   | 《我只為妳乖》         | 李威   |                        |
| 2006年   | 《黑夜明天》           | 李威   | 《天堂來的孩子》原聲帶 |
| 2006年   | 《沿海地帶》           | 弦子   |                        |

### 配音
- 2005年全美冠軍片動畫《機器人歷險記》中文版，李威為男主角洛尼代言配音。

## 主持作品

### 電視
| 主持年份      | 頻道       | 節目名稱                 | 性質     | 備註       |
| 2001年9月30日 | TVBS-G     | 《TVBS-G娛樂新聞周日報》 | 節目助理 |            |
| 2001年12月7日 | 三立都會台 | 《完全娛樂》             | 主持人   |            |
| 2002年        | 東風       | 《亞洲娛樂中心》         | 代班主持 |            |
| 2002年        |            | 《喜從天降》             | 代班主持 | 新型態首錄 |

### 廣播
| 主持年份      | 頻道     | 節目名稱           | 性質   | 備註 |
| 2001年11月3日 | 台北之音 | 《喂喂，聽不到你》 | 主持人 |      |
| 2002年3月30日 | 台北之音 | 《李威@NINE.CLUB》 | 主持人 |      |

## 公益活動
| 活動年份 | 活動名稱                                              | 性質                   | 備註                 |
| 2001年   | 反毒治安警察大使                                      | 公益活動代言人         | WEWE                 |
| 2001年   | 愛的耶誕禮                                            | KISS愛心大使           | 台視                 |
| 2001年   | 喜憨兒烘培屋義賣吐司                                  | 活動代言人             | 台視                 |
| 2001年   | 赴醫院探望罹患骨癌的少女雯琇                          | 李威                   | 個人                 |
| 2001年   | 台北廣慈育幼院                                        | 與孩子共度耶誕節       | WEWE                 |
| 2001年   | 高雄育幼院                                            | 陪伴小朋友共享耶誕大餐 | WEWE                 |
| 2002年   | 出席反毒記者會                                        | 公益活動代言人         | Y17青少年育樂中心    |
| 2002年   | 出席反毒活動                                          | 公益活動代言人         | 國父紀念館           |
| 2003年   | ESPRIT                                                | 公益代言人             | 李威、梁又琳、傅娟   |
| 2003年   | 你送愛心．我送康乃馨 聯合抗SARS                       | 公益活動代言人         | 新光摩天大樓站前廣場 |
| 2004年   | 世界展望會活動                                        | 活動代言人             | 世界展望會           |
| 2006年   | 世界關節炎日                                          | 公益活動代言人         | 天母運動公園         |
| 2007年   | 玫瑰傳情，情歌大賽自閉症宣導                          | 公益活動代言人         | 小貝殼庇護工場       |
| 2007年   | 心路基金會愛心募款                                    | 活動愛心大使           | 心路基金會           |
| 2007年   | 點燃生命之火募款一億記者會                            | 李威、王心凌代言人     | 中國信託大樓         |
| 2007年   | 威愛而生‧百人兒童認養活動                             | 公益活動代言人         | 李威                 |
| 2007年   | 心路基金會公益活動                                    | 公益活動代言人         | 心路基金會           |
| 2008年   | 獻愛心                                                | 閱讀大使               |                      |
| 2008年   | 《與狗狗的十個約定》電影                              | 公益活動代言人         | 首映會               |
| 2008年   | 華山基金會募發票活動                                  | 公益活動代言人         | 華山基金會           |
| 2009年   | 失親兒童慈善活動                                      | 公益活動代言人         |                      |
| 2009年   | 與川震兒童 歡度61兒童節                               | 公益活動代言人         | 中國                 |
| 2009年   | 電影《天外奇蹟》慈善活動                              | 公益活動代言人         |                      |
| 2009年   | 『賑災募款節目』 『想要有個家88水災募款call out活動』 | 公益活動               | 中視、三立           |
| 2009年   | 心路攜手點燈送愛記者會                                | 李威、房思瑜代言人     | 京華城               |

## 出版作品

### 書籍
- 2001年《STORY吐司男之吻》小說類 ISBN 9575654692
- 2001年《吐司男之吻II爱情本事》小說類 ISBN 9789575655013
- 2002年《Man & Boy原味主義》寫真集
- 2002年《甜檸檬之戀》小說類 ISBN 9789575655273
- 2003年《愛李威》萬用手冊 ISBN 4710614360556
- 2005年《流浪心世界》ISBN 9570829249

## 獲獎紀錄
| 年份   | 獎項                                                                        | 結果 |
| 2001年 | MUCH TV網路票選『十大放電男』李威獲第二名                                   | 獲獎 |
| 2001年 | 《Happy Day》發片四天，榮登大眾唱片、玫瑰唱片雙料銷售冠軍                   | 獲獎 |
| 2002年 | WEWE榮登第十三周大成校園巨星榜冠軍                                          | 獲獎 |
| 2002年 | WEWE到上海，領取官方認證的最佳新人獎                                        | 獲獎 |
| 2002年 | 雪碧榜在上海頒獎，WEWE獲港台區最佳新人獎                                    | 獲獎 |
| 2003年 | 《666》被手機娛樂網選為迎新春指定主題曲，全國五大電信業首度打破門戶力挺李威 | 獲獎 |
| 2003年 | 赴上海參加『2003巨星炫風超級盛典』，領取『2003港台最具風格新進男演員獎』    | 獲獎 |
| 2004年 | 入圍『百事音樂風雲榜』港台十大金曲                                          | 獲獎 |

### 電視金鐘獎
| 年份   | 頒獎典禮     | 獎項               | 作品             | 結果 |
| 2002年 | 第37屆金鐘獎 | 連續劇類最佳男主角 | 《吐司男之吻》   | 提名 |
| 2008年 | 第43屆金鐘獎 | 最佳男配角         | 《鬥牛，要不要》 | 提名 |

## 外部連結
- 李威Leewei的新浪微博
- Lee Wei的Facebook專頁
- 李威的新浪博客
- 李威在香港影庫上的簡介
- 李威在豆瓣上的资料（简体中文）
- 李威在时光网上的簡介（简体中文）